# Lanleff
Lanleff község Franciaországban, Bretagne régió Côtes-d’Armor megyéjében. 1999-ben 110 lakosa volt.

## Fekvése
Lanleff a Leff-folyó partján fekszik, Paimpoltól 10 km-re délre, Lanvollontól 8 km-re északnyugatra.
Északról Yvias, keletről Pléhédel, délkeletről Tréméven, délnyugatról Le Faouët, nyugatról pedig Quemper-Guézennec községekkel határos.

## A körtemplom
A falu a 11. században épült román stílusú körtemplomáról (Temple) nevezetes. A körtemplomok az európai építészet egyik legősibb rétegét alkotják. Romjai környezetében szabadtéri színpad áll. A templomot a díszlet részeként alakítják.

## Külső hivatkozások
- A lanleffi körtemplom (franciául)